# Sân vận động Quốc gia Bờ Biển Ngà
Sân vận động Olympic Ebimpé (tiếng Pháp: Stade Olympique d'Ebimpé), tên chính thức là Sân vận động Olympic Alassane Ouattara, là một sân vận động đa năng, có thể tổ chức các trận đấu bóng đá, bóng bầu dục và điền kinh, ở Ebimpé và Anyama, phía bắc Abidjan, Bờ Biển Ngà. Đây là sân vận động quốc gia của đội tuyển bóng đá quốc gia Bờ Biển Ngà. Sân vận động sẽ có sức chứa 60.000 chỗ ngồi và sẽ được xây dựng bởi Viện thiết kế kiến trúc Bắc Kinh. Trong khi sân vận động sẽ có diện tích 20 ha, một ngôi làng Olympic rộng lớn được quy hoạch xung quanh sân, trải rộng trên 287 ha.
Với sức chứa hơn 60.000 chỗ ngồi, sân vận động này được coi là một trong những sân vận động lớn và hiện đại nhất ở châu Phi. Sân vận động dự kiến sẽ tổ chức lễ khai mạc và trận chung kết Cúp bóng đá châu Phi 2023.

## Lịch sử

### Xây dựng
Thủ tướng Daniel Kablan Duncan đã tiến hành khởi công xây dựng sân vận động vào ngày 22 tháng 12 năm 2016 với sự hiện diện của Đại sứ Trung Quốc tại Bờ Biển Ngà. Dự kiến sẽ được xây dựng trong vòng 34 tháng và khai trương vào năm 2019.
Vào tháng 11 năm 2019, sân vận động đã gần hoàn thành. Sân dự kiến sẽ được chuyển giao cho Chính phủ Bờ Biển Ngà vào tháng 2 năm 2020. Tuy nhiên, đã có sự chậm trễ do thời tiết và các vấn đề sức khỏe, bao gồm cả vấn đề COVID-19.

### Khánh thành
Sân được khánh thành vào ngày 3 tháng 10 năm 2020 và được đặt theo tên của Tổng thống Alassane Ouattara. Nhiều quan chức và đại sứ Trung Quốc tại Bờ Biển Ngà cũng có mặt. Một trận đấu giao hữu đã được diễn ra giữa hai câu lạc bộ nổi tiếng nhất ở Bờ Biển Ngà, ASEC Mimosas và Africa Sports d'Abidjan. ASEC Mimosas thắng trận đấu với tỷ số 2–0.